# Pol Molins
Pol Molins Calderón (nacido el 4 de febrero de 1999 en El Masnou, Barcelona, Cataluña) es un jugador de baloncesto español que pertenece a la plantilla del Hestia Menorca de la Liga LEB Plata, cedido por el Bàsquet Girona. Con 1,91 m de estatura, su puesto natural en la cancha es el de base.

## Historia
Es un base formado en el Joventut de Badalona donde se incorporó en la temporada 2004/05, además, fue subcampeón de Europa sub-18 con España. 
En la temporada 2016-17 jugó seis partidos con el C.B. Prat durante en la Liga LEB Oro. Molins disputó la temporada 2017-18 con el Arenys Bàsquet en la Liga EBA, disputando 20 partidos en los cuales el canterano consiguió unos promedios de 8,7 puntos, 3,3 rebotes y 2,9 asistencias en 23 minutos en pista. Durante esa misma temporada,  el base hizo el debut con el primer equipo en la fase previa de la Basketball Champions League contra el Dinamo Tbilisi en el Olímpico de Badalona.
En agosto de 2018, el Joventut de Badalona cede por una temporada al base a las filas del Club Ourense Baloncesto para disputar la Liga LEB Oro 2018-19.El jugador, que tiene contrato hasta el 30 de junio de 2021.
La temporada 2019-2020 ficha por el Club Bàsquet Prat de la Liga LEB Plata como vinculado del Joventut de Badalona de ACB.
La temporada 2019-2020 se compromete con el Club Baloncesto Zamora de la Liga LEB Plata.
El 6 de julio de 2021, firma por el Bàsquet Girona de la Liga LEB Oro.
El 18 de agosto de 2022, firma por el Hestia Menorca de la Liga LEB Plata, cedido por el Bàsquet Girona.

## Internacionalidad
- 2017. España. Mundial Sub-19, en El Cairo (Egipto).
- 2017. España. Europeo Sub-18, en Eslovaquia. Plata
- 2018. España. Europeo Sub-20, en Chemnitz (Alemania).

## Palmarés y títulos
- 2014-15. Cataluña. Campeonato de España Cadete de Selecciones Autonómicas. Campeón
- 2016-17. Divina Seguros Joventut. Torneo Junior de L'Hospitalet. Subcampeón
- 2017. España. Europeo Sub-18, en Eslovaquia. Plata